# Tayfun
El Tayfun (en español: tifón) es un misil balístico de corto alcance (SRBM) desarrollado sobre la base del misil Bora por la empresa estatal turca Roketsan. Es el primer sistema SRBM de Turquía. Turquía reveló accidentalmente el Tayfun, que estaba siendo desarrollado en secreto, durante un lanzamiento de prueba el 20 de octubre de 2022, y aunque las características de los misiles eran desconocidas, más tarde fue anunciado por el Ministerio de Defensa Nacional que había realizado una prueba militar impactando contra su objetivo desde una distancia de 561 kilómetros en una duración de 456 segundos.

## Diseño y producción
Dado que el Tayfun se desarrolló en secreto, no hay información sobre su periodo de diseño. Causó controversia en Grecia cuando apareció accidentalmente durante un lanzamiento de prueba en Rize y más tarde fue anunciado públicamente su existencia por el presidente turco Erdoğan. Más tarde Erdoğan dijo que "Ahora hemos empezado a construir nuestros misiles. Por supuesto, esta producción asusta a los griegos. Cuando dices 'Tayfun', los griegos se asustan. Ellos (Grecia) dicen que golpeará Atenas. Por supuesto que la alcanzará", dijo Erdoğan en un acto en la provincia de Samsun.
El Tayfun volvió a ser probado con éxito el 23 de mayo de 2023 y 4 días después entró en producción en serie el 29 de mayo de 2023.